# 23. Międzynarodowy Festiwal Filmowy w Cannes
23. Międzynarodowy Festiwal Filmowy w Cannes odbył się w dniach 3–18 maja 1970 roku. Imprezę otworzył pokaz francuskiego filmu Okruchy życia w reżyserii Claude’a Sauteta.
Jury pod przewodnictwem gwatemalskiego pisarza Miguela Ángela Asturiasa przyznało nagrodę główną festiwalu, Złotą Palmę, amerykańskiemu filmowi MASH w reżyserii Roberta Altmana. Drugą nagrodę w konkursie głównym, Grand Prix, przyznano włoskiemu filmowi Śledztwo w sprawie obywatela poza wszelkim podejrzeniem w reżyserii Elio Petriego.

## Jury Konkursu Głównego
- Miguel Ángel Asturias, gwatemalski pisarz − przewodniczący jury[2]
- Guglielmo Biraghi, włoski krytyk filmowy
- Kirk Douglas, amerykański aktor
- Christine Gouze-Rénal, francuska producentka filmowa
- Vojtěch Jasný, czeski reżyser
- Félicien Marceau, francuski pisarz
- Siergiej Obrazcow, założyciel moskiewskiego Teatru Lalek
- Karel Reisz, brytyjski reżyser
- Volker Schlöndorff, niemiecki reżyser

## Filmy na otwarcie i zamknięcie festiwalu
|             | Tytuł                  | Reżyseria     | Kraj    |
| ----------- | ---------------------- | ------------- | ------- |
| Otwierający | Okruchy życia          | Claude Sautet | Francja |
| Zamykający  | Bal u hrabiego d’Orgel | Marc Allégret | Francja |